# Маяк (приток Пади)
Маяк — река в России, протекает по Мишкинскому и Юргамышскому районам Курганской области. Устье реки находится в 14 км по левому берегу реки Падь в селе Вилкино. Длина реки составляет 20 км.

## Данные водного реестра
По данным государственного водного реестра России относится к Иртышскому бассейновому округу, водохозяйственный участок реки — Миасс от города Челябинск и до устья, речной подбассейн реки — Тобол. Речной бассейн реки — Иртыш.
Код объекта в государственном водном реестре — 14010501012111200003836.

## Населённые пункты
- д. Маяк
- д. Туманова
- с. Вилкино